# Matador
Matador — міжнародна група компаній, яка спеціалізується на виробництві автомобільних шин.
Експортує продукцію у понад 80 країн світу. Займається виробництвом не лише шини, а й супутніх товарів для автомобільної промисловості. Найбільшими експортерами є США, Велика Британія, Німеччина, країни східної Європи.
Зараз Matador також виробляє конвеєрні стрічки, автомобільні деталі та обладнання.

## Історія
Компанія виникла в місті Пухов, Словаччина у 1947 році як «національне підприємство», яке було відокремлене від старої фірми Matador Bratislava.
Matador Bratislava була заснована в 1905 році (до 1911 року відома як «Matador — Gummi und Balata Werke»), головним чином займаючись виробництвом гумових шлангів і ременів на своїх потужностях у Петржалці, районі Братислави. З 1925 року почала виробляти автомобільні шини (перший виробник шин у колишній Чехословаччині). Шини встановлювалися на багатьох чехословацьких автомобілях 1930-х років, таким чином сприяючи співпраці з брендами Škoda, Tatra, Aero та іншими для розвитку автомобільної промисловості в Центральній Європі. Фірма була націоналізована в 1946 році та приватизована в 1995 році. Ключову роль у приватизації та трансформації компанії зіграв Штефан Розіна, який спочатку приєднався до фірми в 1950 році як звичайний робітник, а згодом став лідером команди менеджерів.
Саме Matador у Пухові було створено як «національне підприємство» для виробництва шин у 1947 році. Виробництво розпочато у 1950 році. Воно називалося «Gumárne 1. mája» (що в перекладі означає «гумовий завод 1 травня»), на той час продавав свою продукцію під торговою маркою Barum. Поступово вона розширила виробництво, стала монопольним виробником повітропроводів (з 1962 р.) та головним виробником гумових конвеєрних стрічок (з 1955 р.) у Чехословаччині. У 1970-х роках компанія також почала виробляти радіальні шини для вантажних автомобілів. У 1987 році був заснований власний науково-дослідний центр (нині «Vipo») для надання технічної допомоги при будівництві гумових заводів в Індії, Індонезії, Ефіопії, Камбоджі, М'янмі, Сирії, Туреччині, Ірані та Югославії. У 1991 році його було перетворено в акціонерне товариство, а в 1992—1994 роках відбулася приватизація. Торгова марка продукції компанії була змінена на Matador, а назва фірми була змінена на Gumárne Barum у 1991 році, а потім на Matador у 1993 році.
Спільне підприємство «Continental Matador» з виробництва вантажних шин було засновано у Пухуві у вересні 1998 року. У 1999 році трансформація компанії прийняла завершальну фазу шляхом зміни керівництва та переходу до системи управління підрозділами.
У 2001 році Matador була однією з перших компаній у Центральній Європі, яка виконала технічну специфікацію ISO/TS 16949. Це система управління якістю в автомобільній промисловості, прийнята основними автомобільними асоціаціями.
У грудні 2001 року компанія Det Norske Veritas видала сертифікат системи управління якістю відповідно до стандартів ISO 9001:2000, дійсний для проєктування, виробництва, монтажу, обслуговування та продажу машин і обладнання для гумової промисловості та управління проєктуванням і розробкою, виробництвом, обслуговування та продаж пресформ.
У вересні 2005 року Matador відсвяткувала своє сторіччя і представила новий логотип компанії.
У 2007 році компанія Continental AG придбала 51 % Matador Rubber Division.
1 липня 2008 року Continental і Matador Group домовилися про передачу додаткових 15 % акцій Continental Matador Rubber, на цю дату Continental Group володіла 66 % акцій Continental Matador Rubber.
У 2009 році Continental AG Hannover збільшила свою частку капіталу до 100 %. Того року в Пухові було відкрито дистриб'юторсько-логістичний центр New Continental для Центральної та Східної Європи, а також новий цех фіналізації виробництва.
У травні 2010 року Continental відкрив новий виробничий цех у Пухові, що дозволило збільшити потужності з виробництва легкових і легковантажних шин.

## Дочірні підприємства
- Vipo, Словаччина — прикладні дослідження
- Obnova Brno, a.s., Чехія
- Matador Deutschland GmbH, Дюссельдорф, Німеччина
- Matador (UK) Ltd., Великобританія
- Матадор-Омскшина, Росія (СП)
- ЗАТ Матадор-А, Казахстан

## Продукція компанії
Matador виробляє шини для легкових і вантажних автомобілів. На міжнародному ринку представлені такі шини бренду:
- MP47 Hectorra 3 — літня шина для легкових автомобілів і позашляховиків
- MPS330 Maxilla 2 — літня шина для мікроавтобусів та легковантажних авто
- MPS300 Maxilla AP (AP означає All Purpose) — літня шина для легковантажних авто та мікроавтобусів, новіша і довговічніша, ніж MPS330 Maxilla 2
- MP92 Sibir Snow — зимова шина для автомобілів середнього, люксового класу та позашляховиків
- MP54 Sibir Snow — зимова шина для автомобілів компактного класу
- MP93 Nordicca — зимова шина для автомобілів середнього та люксового класу
- MP30 Sibir Ice 2 — шипована шина для легкових автомобілів і позашляховиків, рекомендована для скандинавських зим
- MPS530 Sibir Snow Van — зимова шина для мікроавтобусів та легковантажних авто
- MPS500 Sibir Ice Van — шипована шина для мікроавтобусів та легковантажних авто, рекомендована для скандинавських зим
- MP61 Adhessa Evo — всесезонна шина для автомобілів компактного класу
- MP62 All Weather Evo — всесезонна шина для автомобілів середнього класу
- MP82 Conquerra 2 — всесезонна шина для позашляховиків і пікапів, оптимізована для бездоріжжя та легкого бездоріжжя
- MP72 Izzarda A/T 2 — всесезонна шина для позашляховиків і пікапів, оптимізована для стійкості до пошкоджень у важких умовах бездоріжжя
- MPS400 Variant All Weather 2 — всесезонна шина для транспортних засобів і мікроавтобусів, представлена в 2017 році як перша шина Matador із символом M+S (Mud + Snow) та 3PMSF (Three-Peak Mountain Snow Flake).